# 玉田響
玉田 響（たまだ ひびき、2000年10月25日‐）は、日本の経営者･Youtuber。株式会社マイビジョン 代表取締役 最高経営責任者

## 人物
玉田 響（たまだ ひびき、2000年10月25日‐）は、日本の経営者･Youtuber。株式会社マイビジョン 代表取締役 CEO。中小企業のビジョンに向かう組織づくりを牽引する日本の経営者。経営理念に基づいた独自の組織論をもとに、人事評価制度や社内制度を設計し、社内に理念を浸透させることを得意とする。

## 略歴
- 2000年10月25日‐愛媛県松山市にて誕生。
- 2019年‐新田高等学校卒業。
- 2019年‐自動車メーカーに営業職として入社。
- 2020年7月‐同社を退社。
- 2021年6月‐別の自動車メーカーに営業職として入社。
- 2022年12月‐同社を退社。
- 2023年1月‐個人事業主として開業。
- 2023年3月‐株式会社マイビジョン設立。代表取締役に就任。